# Statsagronom
Statsagronom är i Sverige sedan mitten av 1900-talet en titel som används för innehavare av en högre vetenskaplig tjänst vid Sveriges lantbruksuniversitet (SLU).
Historiskt användes beteckningen statsagronom i Sverige för statligt anställda agronomer som bedrev undervisning eller teknisk rådgivning åt jordbruket. Även länsagronomer förekom med motsvarande roller. Från början av 1900-talet betecknades dessa tjänster istället lantbruksingenjör och statskonsulent.
I Finland användes beteckningen statsagronom historiskt för agronomer anställda av staten med hela Finland som arbetsområde och med rådgivande uppgifter gällande jordbruket. Statsagronomerna var först knutna till Jordbruksexpeditionen och senare Lantbruksstyrelsen.